# Cadillac SRX
Cadillac SRX — среднеразмерный престижный кроссовер от Cadillac, производимый для Североамериканского рынка с 2003 года. Самая продаваемая модель Cadillac за 2010—2011 года. 2016 год стал последним для автомобиля, после чего он был заменён на новый кроссовер Cadillac XT5.

## Первое поколение
Первое поколение автомобиля производилось с 2003 по 2010 год. Цельно-кожаный салон и подушки безопасности входили в стандартную комплектацию обеих моделей (3,6 л. и 4,6 л.). Подогрев передних сидений и отделка салона деревом были в базовой комплектации для V8 и были доступны в качестве опции в V6. DVD, люк, навигационная система и складной третий ряд сидений были доступны в качестве опций. Кузов — жесткий несущий. Базовая цена составляла 38880 долларов США для V6 и США 45880$ за версию V8.

### Подвеска иполный привод
Подвеска независимая, пружинная многорычажная передняя и задняя алюминиевые подвески, собранные на подрамниках, система MRC изменяет жесткость амортизаторов в зависимости от покрытия дороги.
Постоянный полный привод, свободный несимметричный (40:60) межосевой дифференциал планетарного типа, дифференциал заднего моста — самоблокирующийся.
SRX выиграл премию автомобиль года и вошел в пятёрку лучших автомобилей по версии журнала «Car and Driver» в номинации роскошный внедорожник за 2004, 2005 и 2006 годы и был номинирован на премию Североамериканский автомобиль и грузовик года в 2004 году. Тем не менее агентство IIHS признало автомобиль одним из худших по безопасности среди среднеразмерных кроссоверов (уровень смертности — 63 против нормы в 23).

В 2007 году стал доступен спорт-пакет, тем не менее авто никогда не имело спортивной версии, в отличие от других авто Cadillac, таких как Cadillac CTS-V.

## Второе поколение
В 2008 году Cadillac представил совершенно новый SRX на основе концепта Provoq. Автомобиль построен на полноприводной GM Theta Premium-платформе, уникальной (не используется в других автомобилях Cadillac), но имеет некоторые компоненты платформ Theta и Epsilon II. Двигатель V8 не предлагался для этого поколения модели. Второе поколение SRX начало производиться летом 2009 года как модель 2010 модельного года, и имело стартовую цену в размере 34155$.
SRX был официально представлен в январе 2009 года. На выбор предлагались два двигателя: 3,0-литровый V6 с непосредственным впрыском топлива, 3,6 литровый агрегат от Cadillac CTS, или 2,8 литровый турбированный V6.
В январе 2011 года General Motors прекратил производство 2,8-литрового двигателя V6 с турбонаддувом, сославшись на плохой объём продаж. Менее 10 процентов покупателей SRX предпочли двигатель с турбонаддувом. Вместо него появился 3,6-литровый двигатель V6.

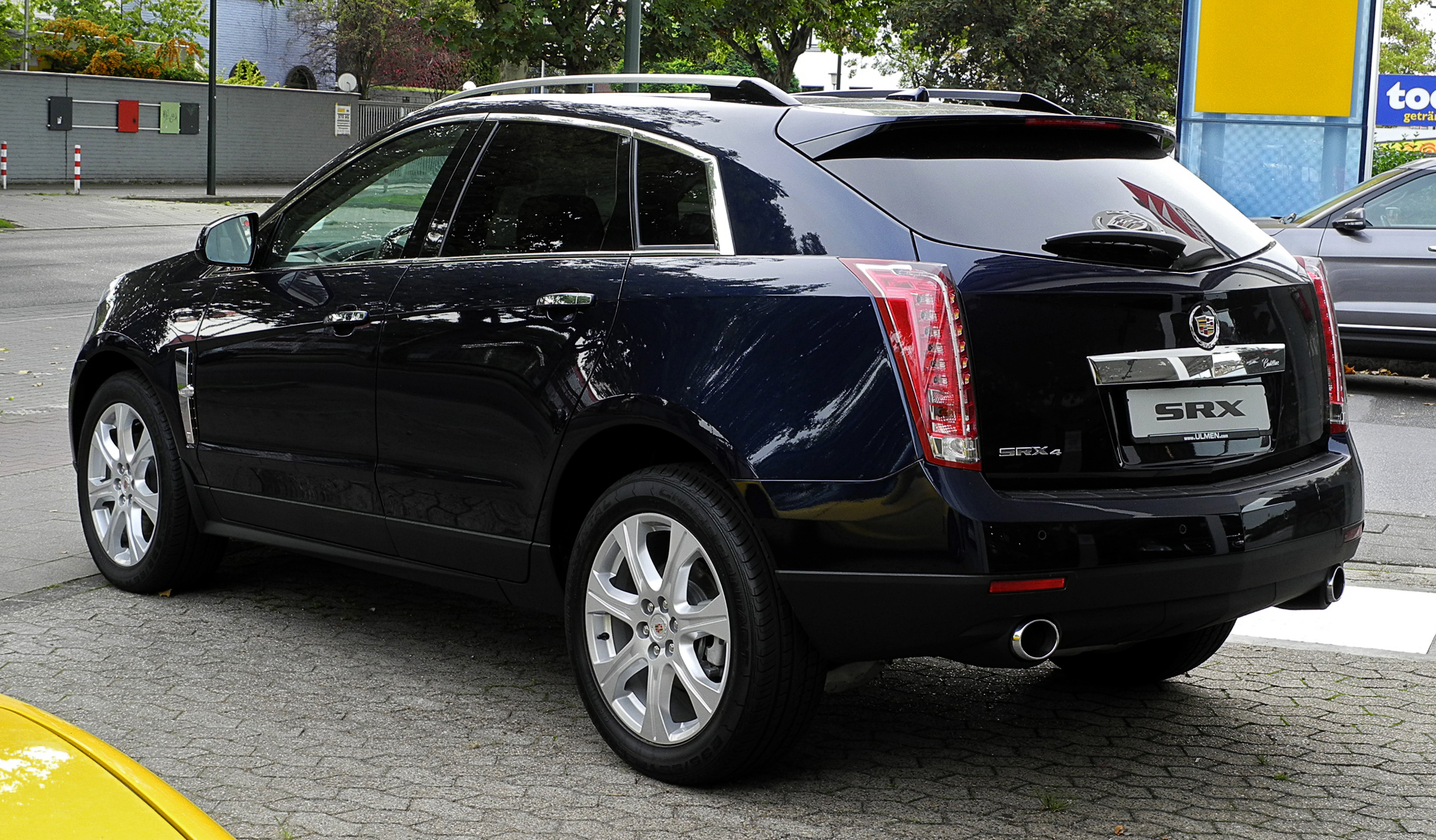
Вид сзади

### Отзыв
В мае 2010 года General Motors пришлось отозвать около 550 автомобилей 2010 года с турбированным 2,8-литровым V6 из-за возможного отказа двигателя. На нескольких автомобилях General Motors, а также на одном обычном SRX сотрудники GM обнаружили, что низкооктановое топливо и агрессивное вождение могут привести к возможным внутренним повреждениям двигателя, в том числе поршней.

### Рестайлинг в 2013

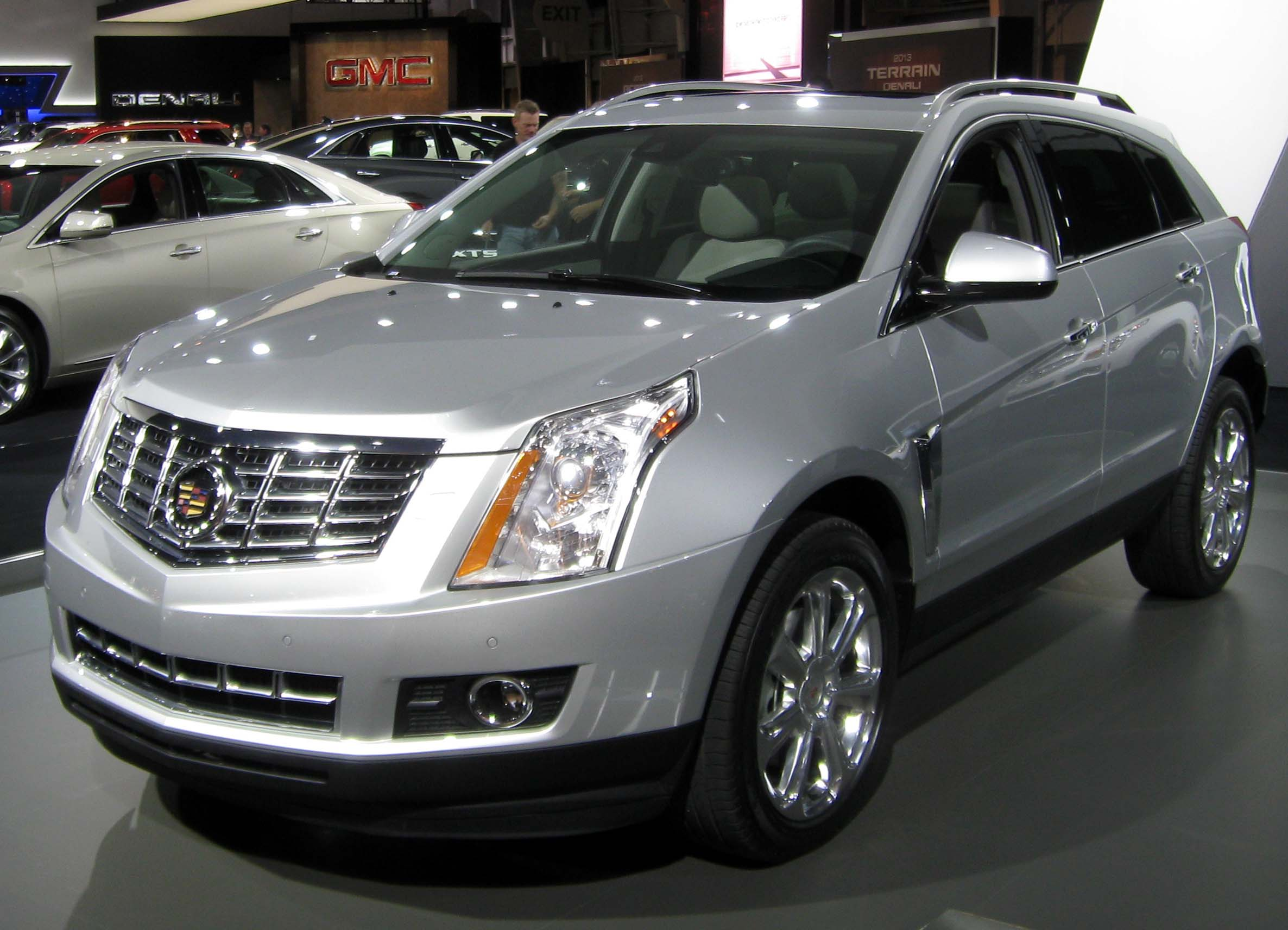
2013 Cadillac SRX

В 2012 году на Нью-Йоркском автосалоне был представлен рестайлинг SRX с полностью обновленной передней и задней частями, новыми колёсными дисками и новой системой Cadillac CUE. Стала предлагаться новая аудиосистема Bose, новая отделка салона, а также новые цвета. Базовая цена SRX в MSRP, поднялась до 30,000$. Новый SRX появился в продаже осенью 2012 года.

### Безопасность
| Общий рейтинг:           | 5 из 5 звёзд · 5 из 5 звёзд · 5 из 5 звёзд · 5 из 5 звёзд · 5 из 5 звёзд |
| Удар спереди (водитель): | 5 из 5 звёзд · 5 из 5 звёзд · 5 из 5 звёзд · 5 из 5 звёзд · 5 из 5 звёзд |
| Удар спереди:            | 4 из 5 звёзд · 4 из 5 звёзд · 4 из 5 звёзд · 4 из 5 звёзд · 4 из 5 звёзд |
| Удар сбоку (водитель):   | 5 из 5 звёзд · 5 из 5 звёзд · 5 из 5 звёзд · 5 из 5 звёзд · 5 из 5 звёзд |
| Удар сбоку:              | 5 из 5 звёзд · 5 из 5 звёзд · 5 из 5 звёзд · 5 из 5 звёзд · 5 из 5 звёзд |
| Удар сбоку по стойкам:   | 4 из 5 звёзд · 4 из 5 звёзд · 4 из 5 звёзд · 4 из 5 звёзд · 4 из 5 звёзд |
| Вероятность переворота : | 17.9 %                                                                   |

| IIHS                                         | IIHS |
| -------------------------------------------- | ---- |
| Фронтальный удар с 40%-м перекрытием         | G    |
| Боковой удар                                 | G    |
| Прочность крыши                              | G    |
| Подголовники и сиденья                       | G    |
| Протестированная модель: Cadillac SRX (2009) |      |

## Продажи вСША
| Календарный год | Общие продажи |
| --------------- | ------------- |
| 2003            | 5,049         |
| 2004            | 30,019        |
| 2005            | 22,999        |
| 2006            | 22,043        |
| 2007            | 22,543        |
| 2008            | 16,156        |
| 2009            | 20,237        |
| 2010            | 51,094        |
| 2011            | 56,905        |
| 2012            | 57,485        |
| 2013            | 56,776        |
| 2014            | 53,578        |
| 2015            | 68,850        |